# WR 24
WR 24 är en ensam stjärna i norra delen av stjärnbilden Kölen sydväst om Carinanebulosan. Den har en högsta skenbar magnitud av ca 6,48 och är mycket svagt synlig för blotta ögat där ljusföroreningar ej förekommer. Baserat på parallax enligt Gaia Data Release 2 på ca 0,24 mas, beräknas den befinna sig på ett avstånd på ca 14 000 ljusår (ca 4 200 parsek) från solen.
WR 24 förmodas ingå i den öppna stjärnhopen Collinder 228, som ibland anses vara bara en förlängning av den rika hopen Trumpler 16. Collinder 228 och Carinanebulosan ligger cirka 2,2 kpc bort, men Gaia Data Release 2-parallaxen ger ett avstånd runt 4 200 pc för WR 24.

## Egenskaper
WR 24 är en blå superjättestjärna av spektralklass WN6ha-w och klassificeras som en Wolf-Rayet-stjärna. Dess spektrum har de karakteristiska starka kväve- och heliumemissionslinjerna för en WN-stjärna, men också linjer av väte som visar Dopplerförskjutna absorptionskomponenter. De lägsta emissionslinjerna för joniserat kväve är starkast, med NV-linjer som är mycket svaga. HeI-linjerna är svagare än HeII -linjerna, vilket leder till spektralklass WN6ha. Spektraltypen är märkt med bokstaven w, vilket anger svagare emission än för en typisk WN6-stjärna. Den har en massa som är ca 114 solmassor, en radie som är ca 22 solradier och har ca 2 950 000 gånger solens utstrålning av energi från dess fotosfär vid en effektiv temperatur av ca 50 100 K. Stjärnan är en av de mest massiva och ljusstarka stjärnorna som är kända.

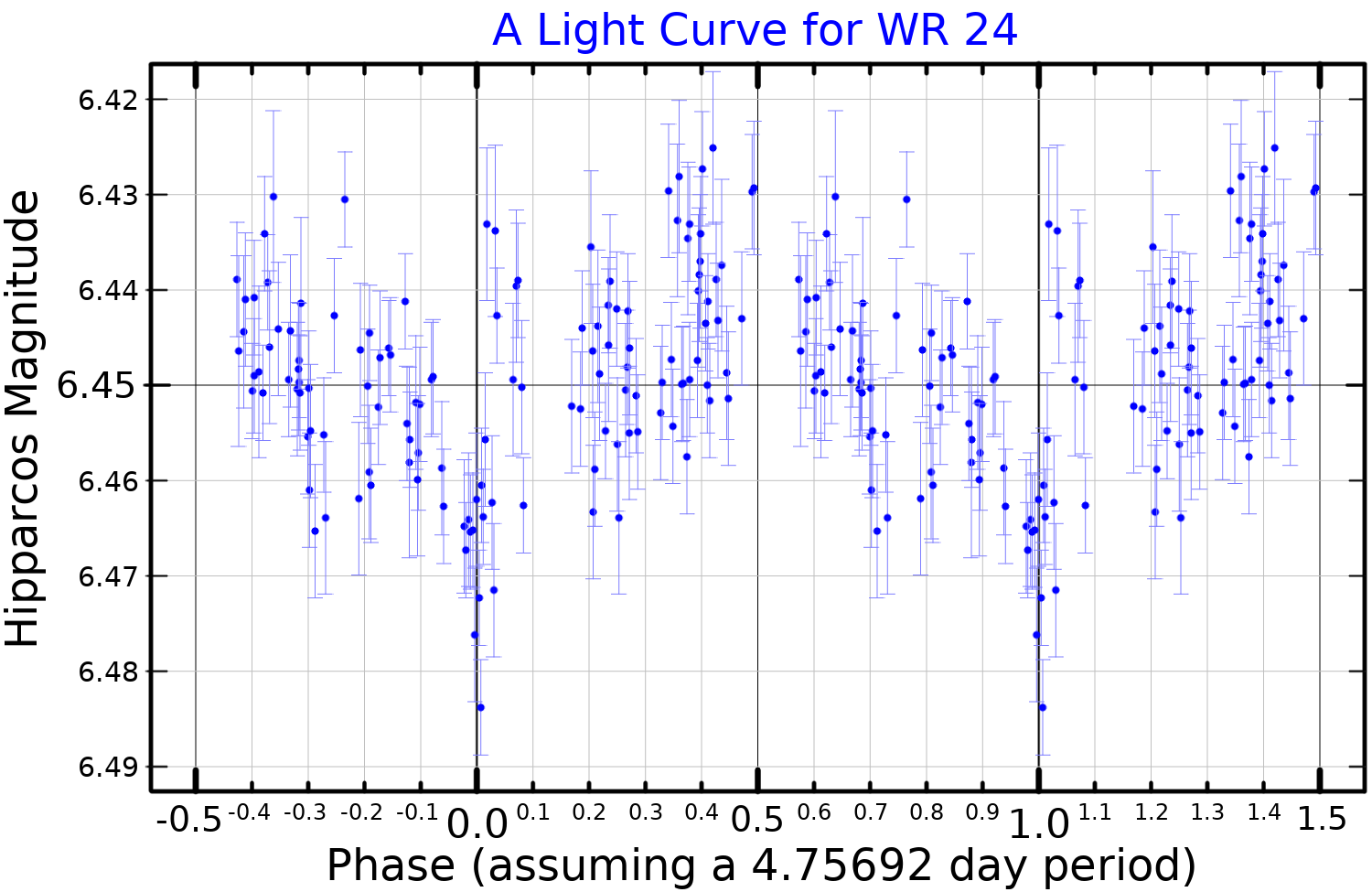
Ljuskurva för WR 24, plottad från Hipparcosdata

WR 24 har rapporterats variera i ljusstyrka med cirka 0,02 magnituder. Analys av Hipparcos-fotometri visar en amplitud på 0,082 magnitud och en primärperiod på 4,76 dygn. Den har ännu inte tilldelats en variabel stjärnbeteckning i General Catalog of Variable Stars och är fortfarande formellt listad som en misstänkt variabel.
De väterika WN-stjärnorna har redovisats som WNL-stjärnor eller som WNH-stjärnor eftersom de inte nödvändigtvis har sena kväveseriespektra. De är systematiskt mer massiva och mer lysande än stjärnor med liknande spektra men som saknar kväve. WR 24 har en massa på 114 solmassor och är över två miljoner gånger så ljusstarka som solen. Dessa stjärnor föreslås vara unga stjärnor med nukleär fusion av väte, i själva verket huvudserieobjekt, snarare än post- superjättestjärnor. WR 24 beräknas ha 44 procent väte i dess atmosfär. Spectra för WR-typen uppstår genom att helium och kväve förs med konvektion till ytan av de extrema temperaturgradienterna orsakade av CNO-cykeln i kärnan, drivs ut av kraftfulla stjärnvindar. WR 24 har en vind som minskar dess massa med 40 × 10−6 solmassa per år, och med en hastighet av 2 160 km/s.